# Suffren (incrociatore)
Il Suffren fu un incrociatore pesante della Marine nationale francese, prima unità dell'omonima classe ed entrato in servizio nel 1930.
Attivo durante la seconda guerra mondiale, l'incrociatore compì missioni operative nell'oceano Indiano e nel mar Mediterraneo orientale ma, a seguito dell'armistizio della Francia nel giugno 1940, trascorse gran parte del conflitto internato ad Alessandria d'Egitto; tornato brevemente operativo alla fine del 1943, fu disarmato in quanto obsoleto ma nell'immediato dopoguerra prese parte alle fasi iniziali della guerra d'Indocina. Definitivamente radiato il 1º ottobre 1947, lo scafo fu usato come pontone fino alla demolizione nel 1974.

## Storia

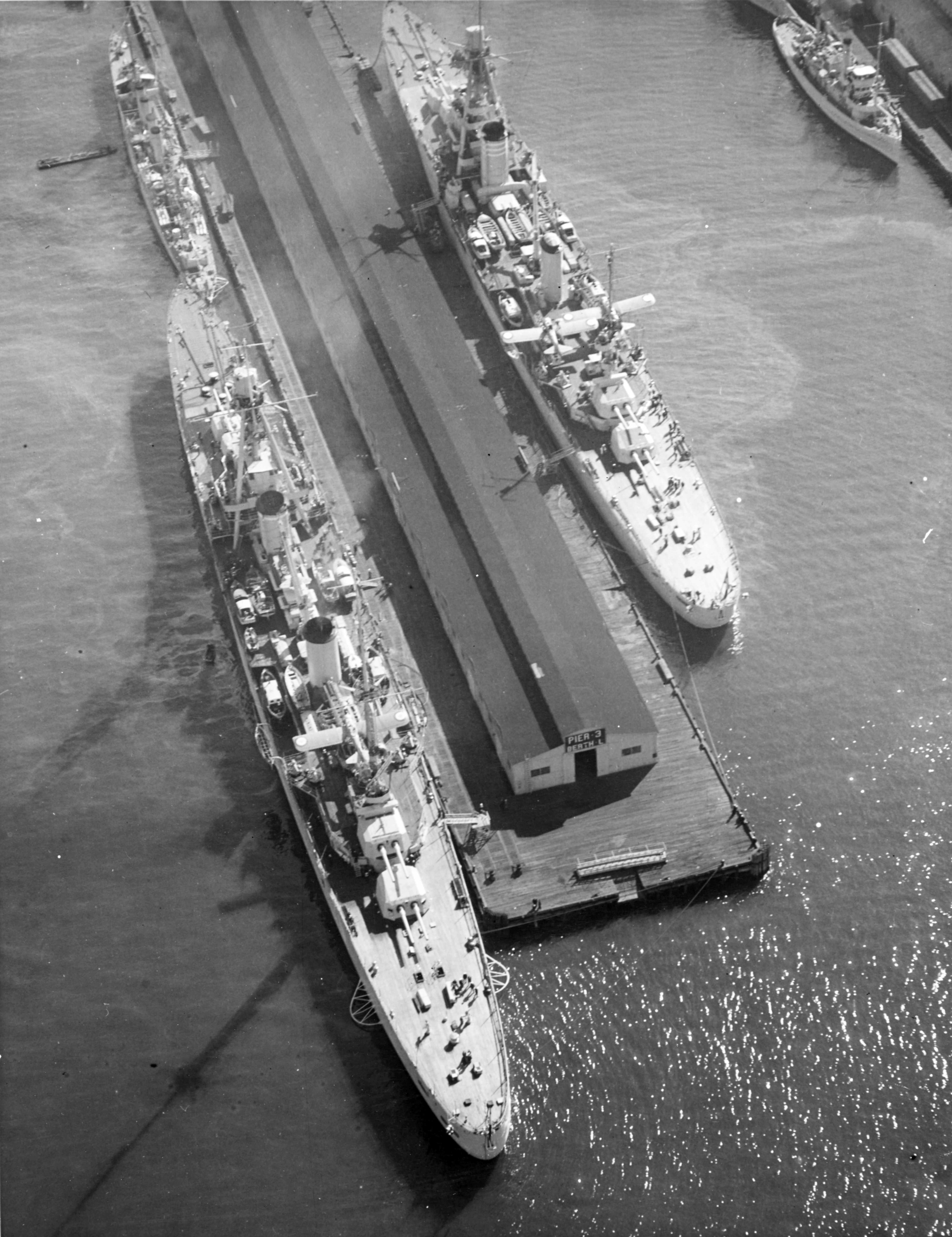
Veduta aerea del Suffren (in alto a destra) e dell'incrociatore Duquesne fermi in porto nell'ottobre 1934

Impostata il 17 aprile 1926 (secondo altre fonti il 4 aprile 1926) presso l'arsenale navale di Brest, la nave venne varata il 3 maggio 1927 con il nome di Suffren in onore dell'omonimo ammiraglio francese del XVIII secolo, entrando poi in servizio il 1º gennaio 1930.
Assegnato alla 1ª Divisione leggera, il Suffren passò la maggior parte dei primi anni di servizio dislocato nel mar Mediterraneo; il 21 giugno 1939 lasciò Tolone per dirigere sulla colonia dell'Indocina francese come rimpiazzo dell'incrociatore leggero Primauguet richiamato in patria, raggiungendo Saigon il 23 luglio dove assunse il ruolo di nave ammiraglia della squadra francese dislocata in Estremo Oriente. Allo scoppio della seconda guerra mondiale nel settembre seguente operò nel Mar Cinese Meridionale e al largo delle Indie Orientali Olandesi a caccia di mercantili tedeschi, mentre a partire da novembre fu dislocato a Singapore per partecipare alla scorta dei convogli di truppe australiane attraverso l'Oceano Indiano in coppia con il britannico HMS Kent. Il Suffren fu liberato da questi compiti di scorta solo nell'aprile 1940, salpando il 5 maggio da Colombo per dirigere a Beirut via Aden e Canale di Suez.
Il 18 maggio il Suffren raggiunse Alessandria d'Egitto per essere aggregato alla Force X dell'ammiraglio René-Émile Godfroy, formazione francese distaccata in appoggio alla Mediterranean Fleet britannica operante nel bacino. All'entrata in guerra dell'Italia il 10 giugno 1940, il Suffren fu impiegato nelle brevi operazioni belliche dello squadrone di Godfroy: tra l'11 e il 13 giugno compì una puntata offensiva nelle acque del mar Egeo senza trovare traccia del nemico, mentre il 21 giugno cannoneggiò Bardia in Libia insieme alla nave da battaglia Lorraine e all'incrociatore Duguay-Trouin. Al momento della stipula dell'armistizio della Francia con Italia e Germania il 22 giugno il Suffren, come il resto della Force X, si trovava ad Alessandria: dopo aver impedito alla squadra di lasciare il porto, il 3 luglio i britannici ne negoziarono un pacifico internamento ottenendo lo sbarco di combustibile e otturatori dei cannoni in cambio della promessa di lasciare le navi sotto il pieno controllo dei francesi.

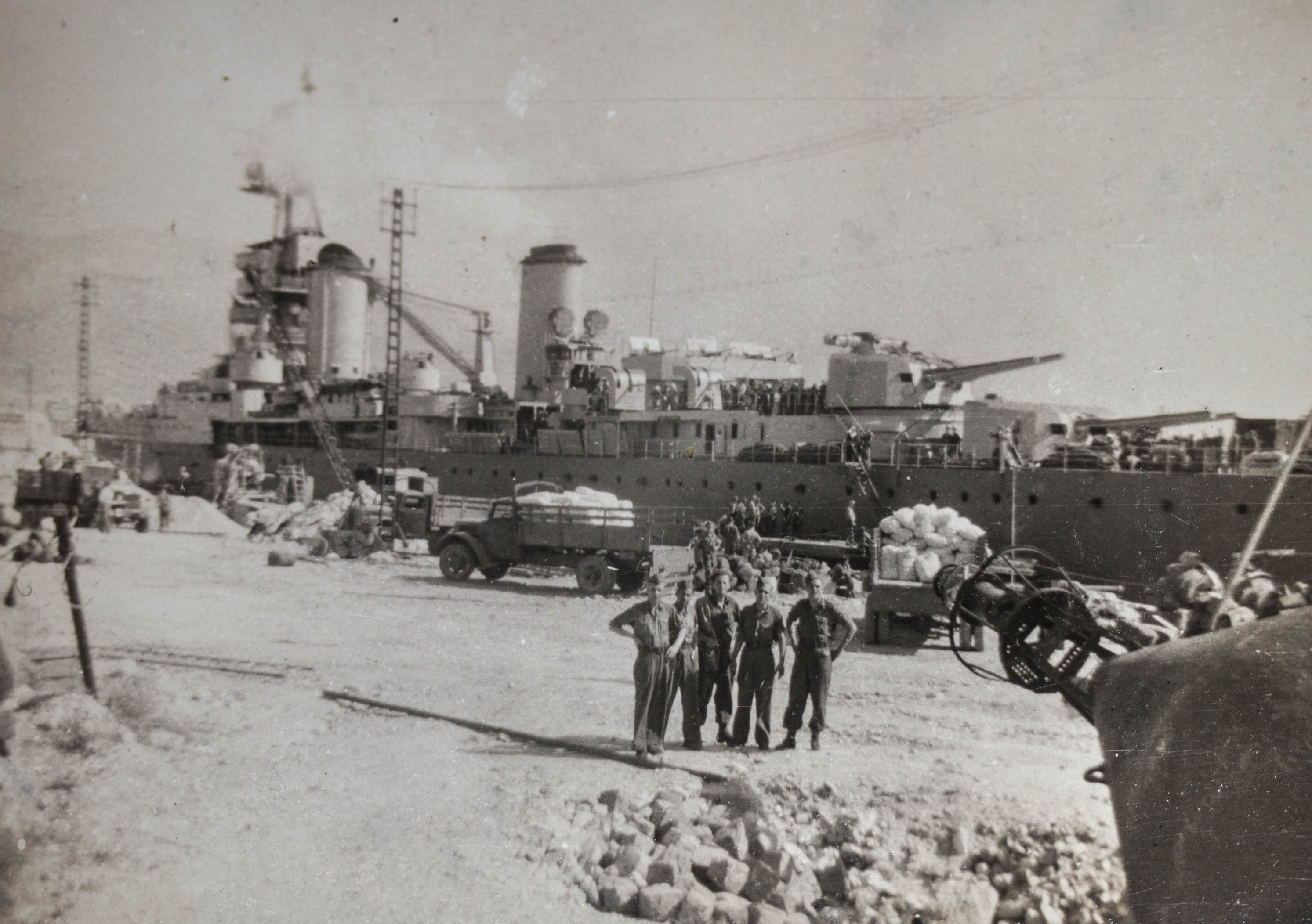
Il Suffren a Tolone nel settembre 1945

Il Suffren rimase alla fonda all'interno del porto di Alessandria per i successivi tre anni, con un equipaggio via via ridotto da rimpatri e diserzioni. L'ammiraglio Godfroy si attenne scrupolosamente alle norme d'internamento e rifiutò qualunque collaborazione con i britannici o richiesta di adesione alla "Francia libera"; solo nel maggio 1943, dopo la completa sconfitta delle forze dell'Asse in Nordafrica, l'ammiraglio acconsentì a riunire la sua squadra al resto della flotta francese schierata con gli Alleati, decidendo di trasferire le sue unità a Dakar. Non senza qualche difficoltà a causa del lungo periodo di immobilità, il Suffren lasciò Alessandria il 22 giugno 1943 arrivando a Dakar il 3 settembre seguente dopo un lungo viaggio via Aden, Mombasa, Durban, Città del Capo e Libreville; durante lo spostamento, il 22 luglio l'incrociatore prestò soccorso ad alcuni naufraghi del mercantile City of Canton, affondato cinque giorni prima da un sommergibile tedesco al largo delle coste settentrionali del Mozambico.
Dal porto nordafricano il Suffren compì alcune missioni nell'Atlantico centrale a caccia di violatori di blocco tedeschi, ma senza ottenere risultati; la richiesta francese che l'incrociatore, come molte altre unità della Marine nationale, fosse revisionato e ammodernato presso i cantieri degli Stati Uniti d'America fu rifiutata dalle autorità statunitensi a causa dell'obsolescenza dell'unità, e il Suffren fu di fatto posto in disarmo nel giugno 1944 trascorrendo il resto della guerra alla fonda a Casablanca.
Nel dopoguerra l'incrociatore tornò in servizio attivo, compiendo missioni di rimpatrio del personale militare francese oltremare e venendo impiegato operativamente durante le fasi iniziali della guerra d'Indocina tra il febbraio 1946 e il marzo 1947. Rientrato a Tolone il 21 marzo 1947, il 1º ottobre seguente il Suffren fu radiato dal servizio attivo e trasformato in un pontone per scopi addestrativi; lo scafo fu quindi venduto per la demolizione nel 1974.